# Waupaca
La ville de Waupaca est le siège du comté de Waupaca, dans le Wisconsin, aux États-Unis.